# Céu
 (décembre 2021).
Si vous disposez d'ouvrages ou d'articles de référence ou si vous connaissez des sites web de qualité traitant du thème abordé ici, merci de compléter l'article en donnant les références utiles à sa vérifiabilité et en les liant à la section « Notes et références ».
Céu, dont le nom complet est Maria do Céu Whitaker Poças, est une auteure-compositrice-interprète brésilienne. Elle est née le 17 avril 1980 à São Paulo dans une famille de musiciens. Son père est un compositeur, arrangeur et musicologue. C'est grâce à son père qu'elle découvre les compositeurs de musique classique brésiliens, en particulier Heitor Villa-Lobos, Ernesto Nazaré et Orlando Silva.

## Biographie

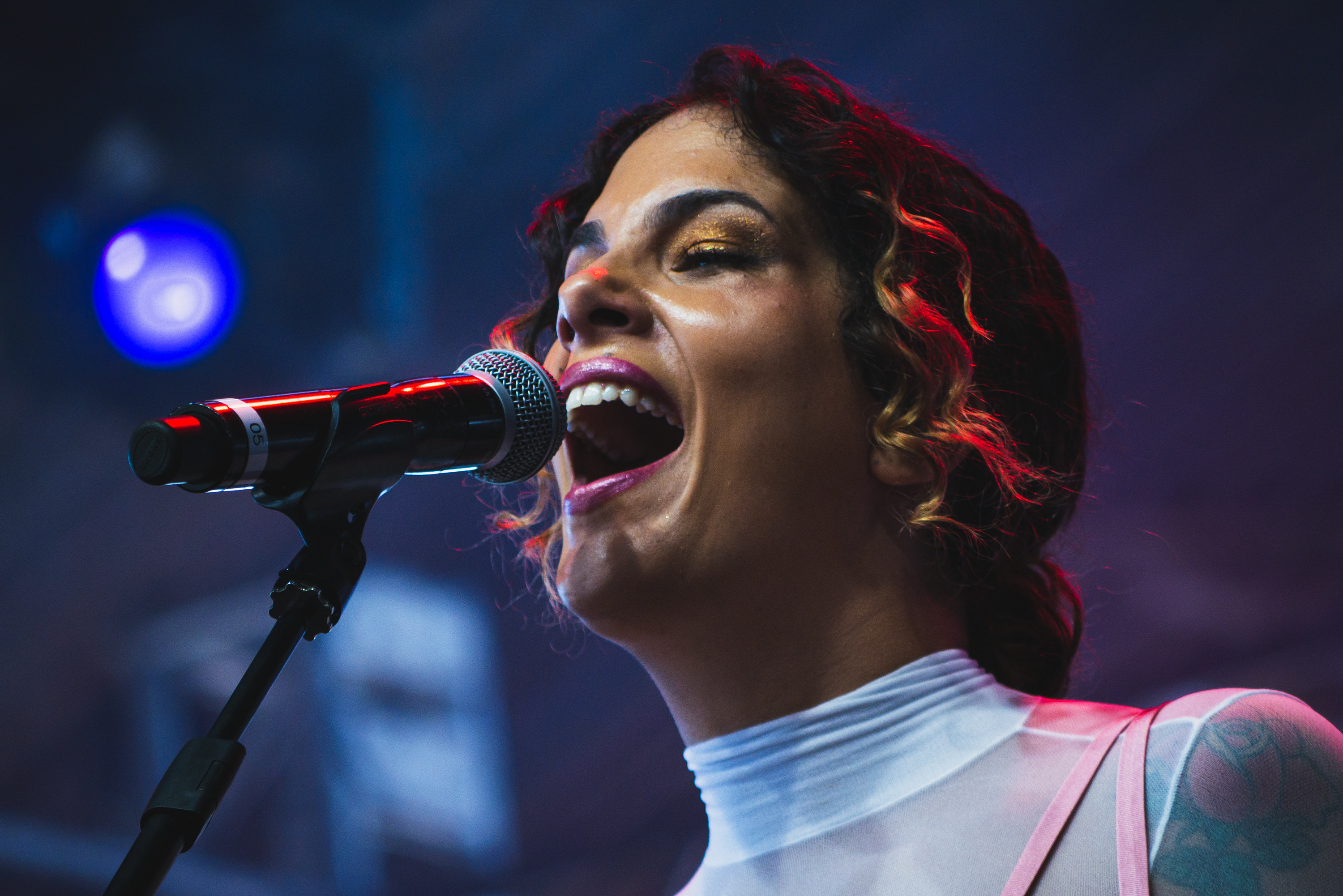
Céu (2022)

Dès l'âge de quinze ans, elle décide de devenir musicienne et à la fin de son adolescence, elle étudie la théorie musicale, ainsi que la guitare acoustique brésilienne (violão). Ses chansons révèlent ses nombreuses influences, qui comprennent la samba, la valse, le choro, la soul, le rhythm and blues, le hip-hop, l'afrobeat et l'electrojazz.
En particulier, elle cite comme influence la musique de Billie Holiday, Ella Fitzgerald, Lauryn Hill et Erykah Badu.
Céu a joué sur scène avec de grands artistes durant son adolescence et y a interprété le répertoire des « marchinhas » (musique de carnaval du début du XXe siècle). Peu de temps après, elle déménage temporairement à New York, où elle fait une rencontre fortuite avec son collègue musicien brésilien Antonio Pinto, qui est devenu son colocataire, alors qu'il rencontrait des difficultés financières. Elle apprend plus tard qu'il était en fait un cousin éloigné. Pinto, qui a produit la  chanson Ave Cruz de Céu, est le compositeur de la bande originale de deux films nommés aux Oscars, Central do Brasil et La Cité de Dieu.
Elle a un succès international, principalement aux États-Unis, mais aussi en France, où  Les Inrockuptibles la reconnait comme l'une des révélations musicales de 2005, et aux Pays-Bas, en Italie ou au Canada. Elle est saluée comme « ... un nouveau visage dans la scène musicale brésilienne. » 
Son remixed EP a été téléchargé à plus de 110 000 exemplaires, faisant d'elle l'artiste le plus vendu au Brésil en 2007. En 2008, Céu a reçu une nomination aux Grammy Awards pour le « Meilleur album de musique du monde » de 2007 pour son premier album Céu. En 2009, son deuxième album, Vagarosa, acclamé par la critique est classé 2e au Billboard américain de Musique du Monde. En 2010, elle est invitée par Herbie Hancock, dans le cadre de son nouvel album The Imagine Project, en compagnie de nombreux autres invités de marque du monde entier ; elle y interprète Tempo de Amor (Baden Powell / Vinícius de Moraes), enregistrée à São Paulo (Brésil).

## Discographie

### Albums

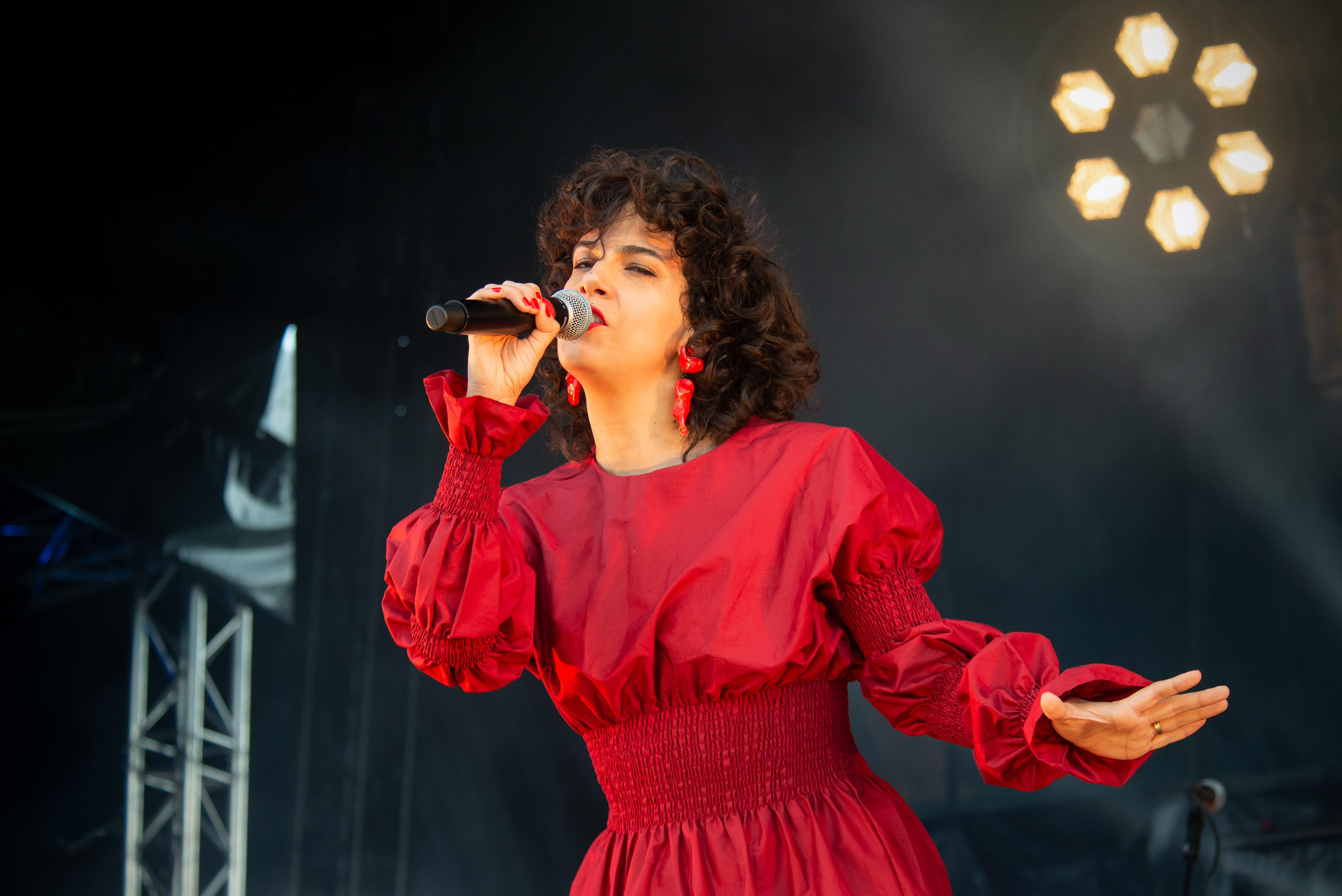
Céu au festival Les Escales en 2019.

- Céu (2005)
- Vagarosa (2009)
- Caravana sereia bloom (2012)
- Tropix (2016)
- Apká! (2019)
- Um Gusto de Sol (2021)

### EP
- Remixed EP (2007)